# Eunice bicirrata
Eunice bicirrata är en ringmaskart som beskrevs av Rullier 1964. Eunice bicirrata ingår i släktet Eunice och familjen Eunicidae. Inga underarter finns listade i Catalogue of Life.